# Stilpnogaster aemula
Stilpnogaster aemula là một loài ruồi trong họ Asilidae. Stilpnogaster aemula được Meigen miêu tả năm 1820.